# Direcció General de Trànsit

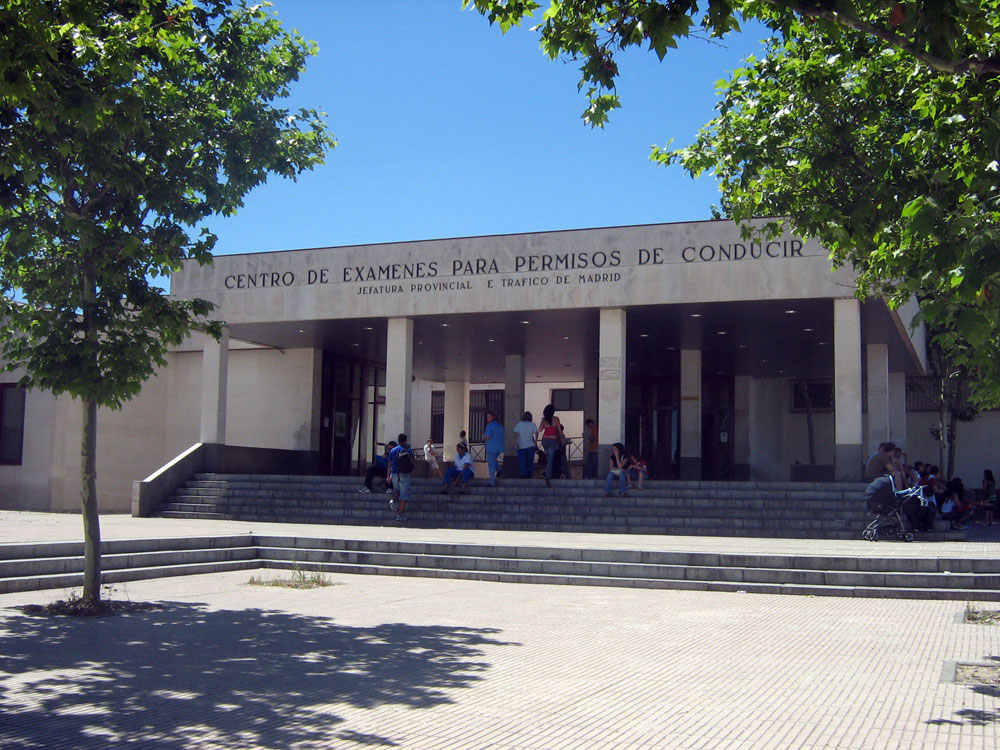
Centre d'exàmens teòrics de la Prefectura provincial de trànsit (JPT) de Madrid, a Móstoles.

La Direcció General de Trànsit (castellà: Dirección General de Tráfico, abreujat DGT) és un organisme autònom dependent del Ministeri de l'Interior d'Espanya responsable de l'execució de la política viària.
L'administració territorial es compon de 50 Prefectures provincials de trànsit, una per província, 2 Prefectures Locals de Tràfic a Ceuta i Melilla i 14 Oficines Locals de Tràfic (en Alcorcón, Alzira, Cartagena, Fuerteventura, Gijón, Eivissa, Lanzarote, La Línia de la Concepció, Menorca, La Palma, Sabadell, Santiago de Compostel·la i Talavera de la Reina), que realitzen la tramitació relativa a la titularitat dels vehicles (matriculació, transferències, baixes, etc.), conductors (proves d'obtenció de permisos i llicències de conducció, expedició i pròrroga de permisos, etc.) i procediment sancionador per infraccions de tràfic en l'àmbit interurbà. En aquestes tasques compta amb el suport de l'Agrupació de Tràfic de la Guàrdia Civil.
En la feina de casa de vigilància i control del trànsit, la DGT compta amb una Unitat d'Helicòpters, equipada amb 21 helicòpters dels models EC120, AS-355N/NP i EC135, estacionats a les bases de Madrid, València, Màlaga, Sevilla, la Corunya, Saragossa i Valladolid.
Va ser creada mitjançant la llei 47/59, de 30 de juliol de 1959, sobre regulació de la competència en matèria de tràfic.

## Directors
- Pere Navarro Olivella (des de 2018)
- Gregorio Serrano López (2016-2018)
- María Seguí Gómez (2012-2016)
- Pere Navarro Olivella (2004-2012)
- Carlos Muñoz-Repiso Izaguirre (1996-2004)
- Miguel María Muñoz Medina (1988-1996)
- Rosa de Lima Manzano Gete (1987-1988)
- David León Blanco (1986-1987)
- José Luis Martín Palacín (1982-1986)
- Antonio Ramón Bernabéu González (1980-1982)
- José María Fernández Cuevas (1978-1980)
- Jesús García Siso (1976-1978)
- José Ignacio San Martín López (1974-1976)
- Carlos Muñoz-Repiso y Vaca (1971-1974)
- José Luis Torroba Llorente (1959-1971)